# Allan Lindahl
Sven Allan Lindahl, född 3 oktober 1911 i Råneå församling, Norrbottens län, död 11 mars 2009 i Umeå stadsförsamling, var en svensk musikdirektör.
Lindahl, som var son till flottningschef Sven Lindahl och Karolina Jakobsson, avlade högre organist- och kantorsexamen vid Kungliga Musikhögskolan 1936 och musiklärarexamen 1944. Han var musiklärare vid högre allmänna läroverket i Boden 1944, blev organist och kantor i Överluleå församling 1944 och var musiklärare vid folkskoleseminariet i Umeå från 1956. Han var lärare, kursledare, examinator och censor för statens utbildningskurser för kyrkomusiker 1944–1967 och kursledare för Skolöverstyrelsens utbildningskonferens för fortbildningskonsulenter i musik i Östersund 1965.